# CANDU
CANDU, abbreviazione per CANadian Deuterium Uranium, è una filiera di reattori nucleari ad acqua pesante pressurizzata (cioè PHWR) e uranio naturale (ossia con una concentrazione di 235U di circa lo 0,7%, pari a quella presente nell'uranio estratto in natura) sviluppata dall'AECL (Atomic Energy of Canada Limited) negli anni sessanta e settanta, praticamente in contemporanea con il progetto italiano CIRENE, che però era del tipo BHWR. Il progetto CIRENE non arrivò mai ad uno sbocco pratico, perché l'impianto pilota di Latina, quasi completato, non venne mai fatto entrare in funzione ed infine abbandonato.

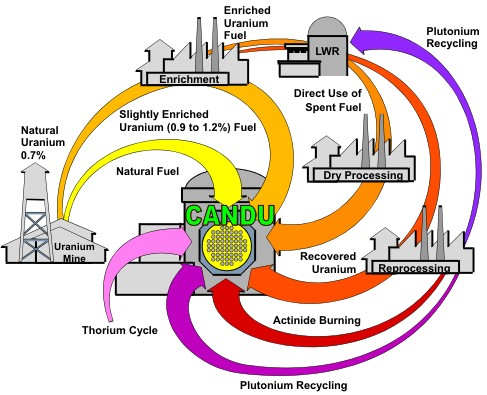
Esempi di cicli del combustibile praticabili con il reattore CANDU: questi reattori possono funzionare con una varietà di combustibili, includendo il combustibile usato dai reattori ad acqua-leggera. Prodotto da Atomic Energy of Canada Limited.

## Introduzione
Il reattore nucleare CANDU è un reattore nucleare ad acqua pesante pressurizzata sviluppato nei tardi anni cinquanta e sessanta sulla base del lavoro precedente del fisico Bruno Pontecorvo da una società congiunta tra la Atomic Energy of Canada Limited (AECL), la Hydro-Electric Power Commission della regione dell'Ontario (attualmente nota come la Ontario Power Generation), dalla General Electric canadese (attualmente GE Canada), ed altre industrie private. Il reattore, alquanto flessibile, utilizza come principale combustibile nucleare l'ossido di uranio naturale UO2, ma può sfruttare anche il diossido di torio e il diossido di plutonio e miscele di ossidi di uranio ed isotopi di plutonio di varia composizione, note come MOX. Come moderatore di neutroni impiega l'ossido di deuterio (acqua pesante, D2O). Tutti i reattori nucleari operativi attualmente in Canada sono della tipologia CANDU. Il Canada commercializza attivamente questi reattori nucleari di potenza all'estero.

## Caratteristiche tecniche
| 1  | Fascio di cilindri portacombustibile          | 7  | Pompa dell'acqua pesante                  |
| 2  | Calandria (core del reattore)                 | 8  | Macchine per il ricambio del combustibile |
| 3  | Barre di controllo                            | 9  | Acqua pesante (moderatore di neutroni)    |
| 4  | Acqua pesante (serbatoio di pressurizzazione) | 10 | Tubo in pressione                         |
| 5  | Generatore di vapore                          | 11 | Vapore in afflusso alla turbina a vapore  |
| 6  | Pompa dell'acqua leggera                      | 12 | Acqua fredda di ritorno dalla turbina     |
| 13 | Edificio di contenimento in cemento armato    |    |                                           |

Diagramma schematico di un reattore CANDU: Il circuito del raffreddamento primario è di color giallo ed arancio, il secondario in blu e rosso. L'acqua pesante fredda, contenuta nella calandria è raffigurata in rosa, sopra di essa ed all'interno si notano le barre di controllo (assorbitori di neutroni) parzialmente inseriti in tubi all'interno del fascio stesso.

Il reattore CANDU è concettualmente simile alla maggior parte dei tipi di reattore nucleare ad acqua leggera, anche se differisce in alcuni dettagli, come il coefficiente di vuoto positivo.
Le reazioni di fissione nel nucleo del reattore nucleare scaldano un fluido, in questo caso si tratta di acqua pesante (vedi sotto). Questo refrigerante viene mantenuto ad alta pressione per innalzare il suo punto di ebollizione ed impedire la formazione di vapore nel nocciolo. L'acqua pesante calda generata nel circuito di raffreddamento primario viene fatta passare dentro un generatore di vapore che riscalda l'acqua leggera nel circuito di raffreddamento secondario, a pressione più bassa. Quest'acqua si trasforma in vapore e aziona una turbina convenzionale, connessa ad un generatore di corrente alternata.
Il vapore, dopo la sua espansione attraverso la turbina, viene condensato. Alcune delle centrali CANDU più recenti, come la Darlington Nuclear Generating Station, nei pressi di Toronto, utilizzano un sistema di diffusione e scarico che limita gli effetti termici a cui viene sottoposto l'ambiente nei limiti di variazioni di temperatura accettabili, consone a quelle naturali.

### Tecnologie semplici ma efficaci
Negli anni in cui venne progettato il CANDU, il Canada non disponeva di un'industria pesante in grado di forgiare il grosso e pesante contenitore in pressione in acciaio utilizzato nella maggior parte dei reattori ad acqua leggera. Invece, l'acqua pesante calda del circuito primario in pressione è contenuta in tubi orizzontali più piccoli, di diametro pari a circa 10 cm, che contengono le barre di combustibile (detti tubi di forza). Questi tubi più piccoli sono più facili da fabbricare rispetto ad un grande contenitore in pressione. Per permettere una migliore economia di neutroni considerando l'impiego prevalente di uranio naturale in questa filiera, i tubi sono fabbricati in Zr2.5Nb. I tubi di forza sono coassialmente contenuti all'interno di altri tubi (tubi di calandria), saldati ad un serbatoio a bassa pressione (calandria), molto grande, che contiene la maggior parte del moderatore di neutroni (acqua pesante), separata dall'acqua leggera che funziona da refrigerante. L'acqua pesante con funzioni moderanti è quindi separata completamente da quella avente funzioni refrigeranti, al contrario di quello che accade nei reattori ad acqua leggera (LWR - Light Water Reactor), dove le due funzioni sono svolte dalla stessa acqua leggera.
Quando questa filiera fu progettata, il Canada non aveva accesso agli impianti di arricchimento dell'uranio. Il CANDU usa quindi uranio naturale come combustibile. L'acqua leggera, usata nei reattori allora esistenti, non poteva essere utilizzata per la sua elevata sezione di cattura neutronica e considerando che invece l'acqua pesante ha un assorbimento di neutroni molto ridotto, quest'ultima venne utilizzata come fluido moderatore.

#### Descrizione delle barre di combustibile

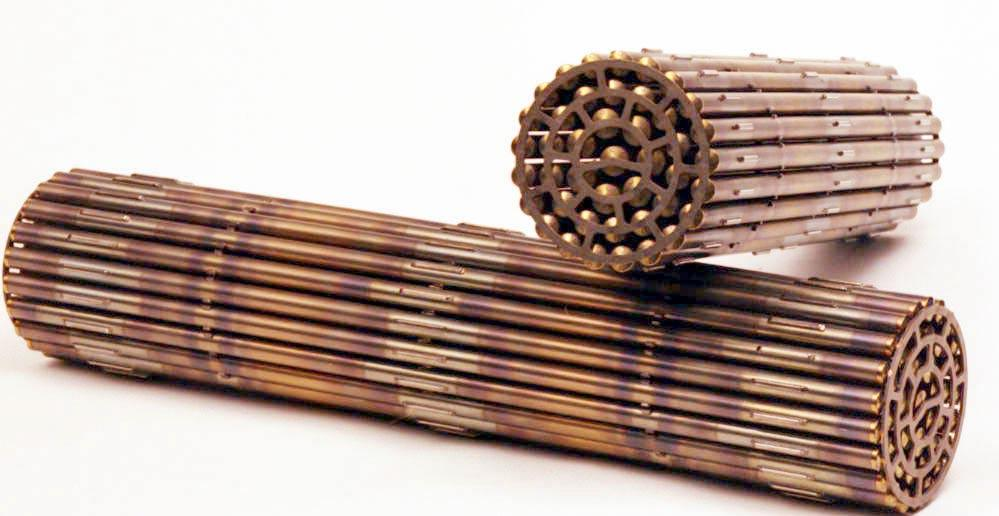
Due elementi di combustibile CANDU: ognuno circa 50 cm in lunghezza e 10 cm in diametro, in grado di generare circa 1 GWh d'elettricità durante la loro vita operativa nel reattore. Foto cortesia della Atomic Energy of Canada Limited.

In un reattore ad acqua leggera (LWR), il nucleo è contenuto in un singolo recipiente a pressione (vessel) nel quale è presente anche l'acqua leggera (H2O), che ha la doppia funzione di moderatore e liquido refrigerante, e il combustibile è in forma di pastiglie impilate l'una sopra l'altra, inguainate in barrette da una struttura di Zircaloy e assemblate in elementi (fuel assemby) che attraversano tutto il nocciolo. In alcune tipologie LWR, precisamente le più diffuse PWR e BWR, la ricarica del combustibile richiede lo spegnimento del reattore, l'apertura del coperchio del vessel e quindi la sostituzione di una parte del nocciolo, circa un terzo o un quarto a seconda della tipologia di filiera, dell'energia prodotta e da altri fattori. Il concetto del CANDU, a fascio tubiero, consente invece la rimozione di elementi di combustibile singoli senza la necessità di interrompere la produzione di energia elettrica, con un vantaggio evidente nell'economia di esercizio. Il sistema è costituito da manipolatori automatici, posti in coppia: uno estrae l'elemento di combustibile esaurito e l'altro, all'altra estremità del tubo in pressione, inserisce il nuovo elemento fresco. La possibilità di ricarica in linea è disponibile anche in altri tipi di reattori, come gli RBMK o il CIRENE, sempre per evitare l'interruzione dell'esercizio.
L'elemento di combustibile di un reattore CANDU consiste in un certo numero di tubi in zircaloy contenenti pellets ceramici di combustibile, assemblati in elementi di dimensioni corrispondenti al canale di forza nel reattore. Nei progetti precedenti il sistema aveva 28 o 37 tubi di combustibile, lunghi mezzo metro, ed era composto da 12 elementi alloggiati in sequenza in ogni canale di forza. Un sistema relativamente nuovo, detto CANFLEX, è costituito 43 tubi, con due dimensioni differenti di pellet. Ha un diametro di circa 10 cm (quattro inches), è lungo circa 0.5 m (20 inches), pesa circa 20 kg (44 lb) e sostituisce la barra da 37 tubi. È stato progettato specificatamente per aumentare il rendimento del combustibile utilizzando due diverse taglie (diametro) di pellet.
Un certo numero di tubazioni contenenti acqua leggera opportunamente disposte (chiamati barre liquide di controllo) contribuiscono al controllo della reazione. Queste assorbono i neutroni in eccesso e diminuiscono la reattività nella zona in cui sono presenti.
La grande massa termica del moderatore fornisce un enorme potenziale di raffreddamento (heat sink), che costituisce una caratteristica di ulteriore sicurezza intrinseca nucleare. Infatti, se uno degli elementi di combustibile dovesse surriscaldarsi, espandersi e quindi deformarsi all'interno del suo canale, il risultante cambiamento della geometria permetterebbe una maggiore conduzione al moderatore freddo, ritardando la rottura del canale del combustibile, e limitando la possibilità del meltdown nucleare. Inoltre, dal momento che la filiera utilizza ossido di uranio naturale come combustibile (oppure torio o uranio poco arricchito), questo reattore non può sostenere la reazione a catena se la geometria originale del canale del combustibile viene alterata in modo significativo.

#### Sistemi di arresto rapido
I reattori CANDU utilizzano due sistemi indipendenti di arresto rapido. Il primo sistema è costituito da barre di arresto/controllo, che attraversano verticalmente la calandria e penetrano nel nocciolo in caso di spegnimento del reattore dovuto all'intervento dei sistemi di sicurezza. Il secondo sistema, che potrebbe essere attuato in caso di fallimento del sistema precedente, prevede invece l'iniezione di una soluzione di nitrato di gadolinio direttamente nel moderatore a bassa pressione contenuto nella calandra. Un ulteriore sistema consiste nel rapido svuotamento dell'acqua pesante contenuta nella calandria verso la piscina inferiore dell'edificio reattore, interrompendo così la reazione nucleare di fissione per mancanza di moderatore.

## Scopo dell'utilizzo dell'acqua pesante
Vedere fissione nucleare ed acqua pesante per i dettagli completi.
La chiave per mantenere una reazione nucleare all'interno di un reattore nucleare è quella di rallentare (moderare) il flusso di neutroni che vengono rilasciati durante la fissione per aumentare la probabilità di causare la fissione in altri nuclei. Con un attento controllo sulla geometria ed i tassi di reazione, si può giungere alla reazione nucleare a catena, condizione in grado di auto-mantenersi, uno stato noto come "criticità".
L'uranio naturale è costituito da una miscela di vari isotopi, principalmente 238U ed una quantità molto inferiore (circa lo 0,72% in peso) di 235U. 238U può essere fissionato da neutroni che sono altamente energetici, con energie di 1 MeV o superiori. Nonostante tutto, nessun quantitativo di 238U può essere reso "critico", dal momento che tende, in modo "parassitario" ad assorbire più neutroni rispetto a quelli che rilascia nel processo. D'altro canto lo 235U può sostenere una reazione a catena automantenentesi ma, a causa della scarsità di 235U nell'uranio naturale, questo è separabile con difficoltà e costi elevati.
Il "trucco" per accendere e mantenere operativo un reattore nucleare è quello di rallentare alcuni dei neutroni in modo da aumentare la possibilità di innescare la fissione nucleare nello 235U, che aumenta sino ad un livello che consente una reazione a catena dell'uranio auto-sostenuta in toto. Questo richiede l'utilizzo di un moderatore di neutroni, che possa assorbire una parte dell'energia cinetica dei neutroni, rallentandoli fino ad un livello di energia paragonabile all'energia termica degli stessi nuclei del moderatore (questo conduce alla terminologia di "neutrone termico" e di "reattori termici"). Durante questo processo di rallentamento è utile separare fisicamente il flusso di neutroni dall'uranio, dal momento che i nuclei di 238U hanno una enorme affinità parassitaria per i neutroni in questo spettro intermedio di energie (una reazione nucleare nota come assorbimento da "risonanza"). Esistono buone ragioni, basate sui fondamenti della fisica del reattore nucleare, per progettare reattori con elementi discreti di combustibile separati da un moderatore, piuttosto che l'impiego di una miscela più omogenea dei due materiali.
L'acqua è un eccellente moderatore. Gli atomi di idrogeno nelle molecole d'acqua sono molto vicine nella loro massa a quella del singolo neutrone e dunque hanno il potenziale per un alto trasferimento di energia, cosa simile concettualmente alla collisione di due palle da biliardo uguali. Comunque, in aggiunta all'essere un buon moderatore, l'acqua è, però, anche efficace nell'assorbire i neutroni. L'utilizzo dell'acqua come moderatore comporta un certo assorbimento di neutroni, tale da impedire il raggiungimento della criticità con la piccola quantità di 235U contenuta nell'uranio naturale. In questo modo, il reattore nucleare ad acqua leggera richiede combustibile arricchito in uranio 235U. Questo viene definito uranio arricchito che in genere, nei reattori nucleari ad uso civile, contiene tra il 3% ed il 5% di 235U in peso (il sottoprodotto di questo processo è noto come uranio impoverito, consistendo principalmente di 238U). In questa forma arricchita l'abbondanza di 235U permette di reagire con i neutroni moderati dall'acqua leggera allo scopo di mantenere le condizioni "critiche".
Una complicazione di questo approccio è il requisito di costruire impianti per l'arricchimento dell'uranio che sono generalmente costosi da costruire e operare. Presentano anche un problema di proliferazione nucleare poiché gli stessi sistemi usati per arricchire il 235U possono essere usati anche per produrre un materiale molto più "puro", detto weapons-grade (90% o più di 235U), adatto per fabbricare una bomba atomica. Gli operatori possono ridurre questo rischio acquistando elementi di combustibile pronti all'uso dal fornitore del reattore, e restituendo allo stesso fornitore gli elementi di combustibile esaurito
Una soluzione alternativa al problema è usare un moderatore che non assorba neutroni così facilmente come l'acqua. In tal caso potenzialmente tutti i neutroni rilasciati possono essere moderati e usati in reazioni con 235U, nel qual caso ci sarebbe abbastanza 235U nell'uranio naturale da sostenere la condizione di "criticità". Un moderatore di questo tipo è l'acqua pesante o ossido di deuterio. Questo reagisce dinamicamente con i neutroni in modo simile all'acqua leggera, pur con minor efficienza nel rallentamento. Il vantaggio è che possedendo già un neutrone in più rispetto all'idrogeno dell'acqua leggera, che tenderebbe normalmente ad assorbire, riduce così il tasso di assorbimento (sezione d'urto).
L'uso di acqua pesante come moderatore è la caratteristica principale dei reattori CANDU, consentendo l'uso di uranio naturale come combustibile (sotto forma di UO2 ceramico). Questo significa che il reattore può essere tenuto in esercizio senza bisogno di essere affiancato da impianti di arricchimento di uranio. Un'altra caratteristica, dovuta alla struttura del reattore CANDU, è che la maggior parte del moderatore si trova a una temperatura minore rispetto ai tradizionali reattori, dove il moderatore invece raggiunge temperature elevate. Questo rende il reattore CANDU particolarmente efficiente, in quanto i neutroni termalizzati dal moderatore sono più "termici", cioè hanno una minore energia. Per questo il reattore CANDU non solo può sfruttare uranio naturale e altri combustibili, ma li può sfruttare in modo più efficiente.

## Cicli del combustibile
A confronto dei reattori nucleari ad "acqua leggera", un reattore ad "acqua pesante" ha un core "ricco di neutroni" termici. Questo rende il progetto CANDU in grado di "bruciare" diversi tipi di "combustibili nucleari" alternativi. Attualmente, il combustibile più interessante allo studio è il mixed oxide fuel (MOX).

### Utilizzo dei MOX
Il MOX è una miscela di uranio naturale e plutonio, come quello che si estrae da molte armi nucleari dismesse in seguito ai trattati START e SORT. Attualmente esiste un'abbondante quantità di plutonio proveniente dallo smantellamento delle testate nucleari in base ai molti accordi contratti dagli Stati Uniti e dall'Unione Sovietica.
La sicurezza di questi depositi di plutonio, estremamente pericoloso per la sua radioattività, ed impiegabile per costruire le bombe (soprattutto calcolando i tempi plurisecolari del dimezzamento della radioattività), è attualmente considerato una minaccia a lungo termine che pesa sulle generazioni future.
Quando si "brucia" il plutonio nel reattore CANDU, si pone fine alla sua esistenza, dal momento che si ha la fissione in elementi più leggeri, non impiegabili ad uso bellico, con emivite radioattive più brevi, e con un'ottima resa energetica. Il plutonio si può estrarre anche dal riprocessamento del combustibile nucleare "esaurito" dai reattori convenzionali. Anche se il plutonio che si genera nei reattori nucleari ad acqua leggera consiste abitualmente di una miscela di isotopi non adeguata alla fabbricazione di armi nucleari, può essere convenientemente impiegato nella miscele MOX, per ridurre sia la quantità che la radioattività netta dei rifiuti nucleari che devono essere immagazzinati per essere "raffreddati" ed in seguito vetrificati e rinchiusi in contenitori inossidabili sigillati, posti all'interno di siti geologicamente stabili.

### Utilizzo dell'uranio "recuperato"
Ma il plutonio non è il materiale fissile di scelta per i reattori CANDU. Dal momento che questo reattore è stato progettato per fissionare l'uranio naturale, il combustibile per i CANDU può essere estratto dalle barre d'uranio impoverito (depleted) che si estraggono quando il reattore nucleare ad acqua leggera (LWR) ha esaurito il combustibile. Questo combustibile, industrialmente noto come "Recovered Uranium" (RU), tipicamente ha un arricchimento in U-235 attorno allo 0,9%, che lo rende inadatto all'uso negli LWR (se non a basse densità di potenza), ma che ancora costituisce una ricca fonte di combustibile per il reattore CANDU (l'uranio naturale ha un'abbondanza in U-235 di circa lo 0,7%). Si stima che un reattore CANDU possa estrarre un ulteriore 30-40% d'energia dal combustibile LWR "spento" grazie al riprocessamento chimico (per separazione di elementi ed isotopi radioattivi non fissionabili, come cesio, stronzio, iodio, ecc.).
Ad esempio, riciclando l'uranio utilizzato nei reattori francesi, l'Italia potrebbe fissionare uranio "quasi esaurito" (al 2%), restituendo alla Francia un uranio impoverito (1-0,7%) in minori quantità perché fissionato, evitando così di dover smaltire le scorie nucleari d'uranio nel proprio territorio.
Il reattore CANDU produce come sottoprodotto il trizio, che un giorno potrebbe essere utilizzato nei reattori a fusione, attualmente sotto studio e sperimentazione.

### Utilizzo diretto del combustibile con il ciclo "DUPIC"
Il riciclaggio delle barre di combustibile proveniente da reattori convenzionali LWR non comporta necessariamente uno stadio di riprocessamento chimico. In alcuni test del ciclo di combustibile (fuel cycle) è stata provata la metodologia DUPIC (direct use of spent PWR fuel in CANDU), dove il combustibile utilizzato nel reattore nucleare ad acqua pressurizzata viene re-impacchettato nei fusti di combustibile CANDU, con il semplice taglio in pezzetti, ma senza alcun tipo di riprocessamento chimico. Di nuovo, mentre i reattori ad acqua leggera necessitano della grande reattività nucleare associata al combustibile arricchito, l'economia di neutroni presente all'interno di un reattore ad acqua pesante CANDU, permette di svolgere la reazione di fissione anche in presenza della bassa reattività dell'uranio naturale e dell'uranio "impoverito" proveniente dal ciclo "DUPIC".

### Utilizzo di combustibile a matrice inerte
Sono stati proposti anche alcuni combustibili a matrice inerte (come zirconio o berillio). Questi consentono di bruciare plutonio e altri attinidi derivati dal combustibile esaurito in maniera molto più efficiente che nei combustibili MOX. Questa caratteristica è dovuta alla natura "inerte" del combustibile, così detto in quanto non contiene uranio, quindi non crea altro plutonio nel momento in cui questo viene consumato.

### Utilizzo del biossido di torio
I reattori CANDU possono essere anche alimentati con torio naturale, metallo attinide molto economico, perché tre-quattro volte più diffuso rispetto all'uranio, e non impiegabile per uso bellico. Attualmente il più vasto programma di sfruttamento del torio nell'ambito del nucleare di pace, si svolge in India, paese molto ricco di tale minerale.
Il grande vantaggio dell'uso del torio al posto dell'uranio è la possibilità di rendere "autofertilizzante" il reattore anche senza usare neutroni veloci (che comportano numerosi problemi a livello di materiali con cui costruire il reattore), cosa invece generalmente necessaria nei reattori all'uranio. In altre parole anche un reattore a neutroni termici (cioè più "lenti") può produrre da sé il proprio "combustibile" evitando problemi dovuti agli alti irraggiamenti neutronici.
Inoltre le scorie prodotte, rispetto ai reattori utilizzanti uranio, hanno una vita molto più breve e sono molto meno radiotossiche: dopo meno di un secolo sono infatti meno pericolose dell'uranio che si trova in natura. Si ritiene pertanto che le scorie andrebbero confinate solamente per circa 300 anni complessivi. A titolo di confronto il "combustibile" esausto di un reattore all'uranio di 3º generazione, per ridurre la propria radiotossicità a livelli inferiori a quelli dell'uranio naturale di partenza, impiega circa un milione di anni, mentre il combustibile di un reattore autofertilizzante all'uranio-plutonio (come alcuni di 4º generazione) impiega decine di migliaia di anni.

## Il CANDU nel mondo
| Reattori operatividati aggiornati alla pagina nazionale corrispondente |                    |                   |                    |                                    |                                   |                        |
| Impianto                                                               | Potenza netta (MW) | Modello           | Inizio costruzione | Allacciamento alla rete            | Produzione commerciale            | Dismissione (prevista) |
| Embalse (Argentina)                                                    | 600                | CANDU 6           | 1º aprile 1974     | 25 aprile 1983                     | 20 gennaio 1984                   |                        |
| Bruce (Canada) (Reattore 1)                                            | 760                | CANDU 791         | 1º giugno 1971     | 14 gennaio 1977                    | 1º settembre 1977                 | 2035                   |
| Bruce (Canada) (Reattore 2)                                            | 760                | CANDU 791         | 1º dicembre 1970   | 4 settembre 1976                   | 1º settembre 1977                 | 2035                   |
| Bruce (Canada) (Reattore 3)                                            | 750                | CANDU 750A        | 1º luglio 1972     | 12 dicembre 1977                   | 1º febbraio 1978                  | 2036                   |
| Bruce (Canada) (Reattore 4)                                            | 750                | CANDU 750A        | 1º settembre 1972  | 21 dicembre 1978                   | 18 gennaio 1979                   | 2036                   |
| Bruce (Canada) (Reattore 5)                                            | 817                | CANDU 750B        | 1º giugno 1978     | 2 dicembre 1984                    | 1º marzo 1985                     |                        |
| Bruce (Canada) (Reattore 6)                                            | 817                | CANDU 750B        | 1º gennaio 1978    | 26 giugno 1984                     | 14 settembre 1984                 |                        |
| Bruce (Canada) (Reattore 7)                                            | 817                | CANDU 750B        | 1º maggio 1979     | 22 febbraio 1986                   | 10 aprile 1986                    |                        |
| Bruce (Canada) (Reattore 8)                                            | 817                | CANDU 750B        | 1º agosto 1979     | 9 marzo 1987                       | 22 maggio 1987                    |                        |
| Darlington (Canada) (Reattore 1)                                       | 878                | CANDU 850         | 1º aprile 1982     | 19 dicembre 1990                   | 14 novembre 1992                  | 2025                   |
| Darlington (Canada) (Reattore 2)                                       | 878                | CANDU 850         | 1º settembre 1981  | 15 gennaio 1990                    | 9 ottobre 1990                    | 2025                   |
| Darlington (Canada) (Reattore 3)                                       | 878                | CANDU 850         | 1º settembre 1984  | 7 dicembre 1992                    | 14 febbraio 1993                  | 2025                   |
| Darlington (Canada) (Reattore 4)                                       | 878                | CANDU 850         | 1º luglio 1985     | 17 aprile 1993                     | 14 giugno 1993                    | 2025                   |
| Pickering (Canada) (Reattore 1)                                        | 515                | CANDU 500A        | 1º giugno 1966     | 4 aprile 1971                      | 29 luglio 1971                    | 2022                   |
| Pickering (Canada) (Reattore 4)                                        | 515                | CANDU 500A        | 1º maggio 1968     | 21 maggio 1973                     | 17 giugno 1973                    | 2022                   |
| Pickering (Canada) (Reattore 5)                                        | 516                | CANDU 500B        | 1º novembre 1974   | 19 dicembre 1982                   | 10 maggio 1983                    | 2024                   |
| Pickering (Canada) (Reattore 6)                                        | 516                | CANDU 500B        | 1º ottobre 1975    | 8 novembre 1983                    | 1º febbraio 1984                  | 2024                   |
| Pickering (Canada) (Reattore 7)                                        | 516                | CANDU 500B        | 1º marzo 1976      | 17 novembre 1984                   | 1º gennaio 1985                   | 2024                   |
| Pickering (Canada) (Reattore 8)                                        | 516                | CANDU 500B        | 1º settembre 1976  | 21 gennaio 1986                    | 28 febbraio 1986                  | 2024                   |
| Point Lepreau (Canada)                                                 | 660                | CANDU 6           | 1º maggio 1975     | 11 settembre 1982                  | 1º febbraio 1983                  | 2037                   |
| Qinshan (Cina) (Reattore III-1)                                        | 677                | CANDU 6           | 6 giugno 1998      | 19 novembre 2002                   | 31 dicembre 2002                  |                        |
| Qinshan (Cina) (Reattore III-2)                                        | 677                | CANDU 6           | 25 settembre 1998  | 12 giugno 2003                     | 24 luglio 2003                    |                        |
| Wolsong (Corea del Sud) (Reattore 1)                                   | 661                | CANDU 6           | 30 ottobre 1977    | 31 dicembre 1982                   | 22 aprile 1983                    | 2022                   |
| Wolsong (Corea del Sud) (Reattore 2)                                   | 632                | CANDU 6           | 22 giugno 1992     | 1º aprile 1997                     | 1º luglio 1997                    | 2026                   |
| Wolsong (Corea del Sud) (Reattore 3)                                   | 648                | CANDU 6           | 13 marzo 1994      | 25 marzo 1998                      | 1º luglio 1998                    |                        |
| Wolsong (Corea del Sud) (Reattore 4)                                   | 635                | CANDU 6           | 22 luglio 1994     | 21 maggio 1999                     | 1º ottobre 1999                   |                        |
| Rajasthan (India) (Reattore 1)                                         | 90                 | CANDU-derivatives | 1º agosto 1965     | 30 novembre 1972                   | 16 dicembre 1973                  | 9 ottobre 2004         |
| Rajasthan (India) (Reattore 2)                                         | 187                | CANDU-derivatives | 1º aprile 1968     | 1º novembre 1980                   | 1º aprile 1980                    |                        |
| Kanupp (Pakistan) (Reattore 1)                                         | 125                | CANDU-137 MW      | 1º agosto 1966     | 18 ottobre 1971                    | 7 dicembre 1972                   | 2019                   |
| Cernavodă (Romania) (Reattore 1)                                       | 650                | CANDU 6           | 1º luglio 1982     | 11 luglio 1996                     | 2 dicembre 1996                   |                        |
| Cernavodă (Romania) (Reattore 2)                                       | 650                | CANDU 6           | 1º luglio 1983     | 8 agosto 2007                      | 31 dicembre 2007                  |                        |
| Reattori in costruzione                                                |                    |                   |                    |                                    |                                   |                        |
| Centrale                                                               | Potenza netta (MW) | Modello           | Inizio costruzione | Allacciamento alla rete (Prevista) | Produzione commerciale (Prevista) | Costo (Previsto)       |
| Reattori dismessi                                                      |                    |                   |                    |                                    |                                   |                        |
| Centrale                                                               | Potenza netta (MW) | Modello           | Inizio costruzione | Allacciamento alla rete            | Produzione commerciale            | Dismissione            |
| Douglas Point (Canada)                                                 | 206                | CANDU 200         | 1º febbraio 1960   | 7 gennaio 1967                     | 26 settembre 1968                 | 4 maggio 1984          |
| Gentilly (Canada) (Reattore 2)                                         | 635                | CANDU 6           | 1º aprile 1974     | 4 dicembre 1982                    | 1º ottobre 1983                   | 28 dicembre 2012       |
| Pickering (Canada) (Reattore 2)                                        | 515                | CANDU 500A        | 1º settembre 1966  | 6 ottobre 1971                     | 30 dicembre 1971                  | 28 maggio 2007         |
| Pickering (Canada) (Reattore 3)                                        | 515                | CANDU 500A        | 1º dicembre 1967   | 3 maggio 1972                      | 1º giugno 1972                    | 31 ottobre 2008        |
| Rolphton NPD (Canada)                                                  | 22                 | CANDU             | 1º gennaio 1958    | 4 giugno 1962                      | 1º ottobre 1962                   | 1º agosto 1987         |

## Il reattore italiano CIRENE
Attualmente in Italia non esistono reattori nucleari del tipo CANDU. Tuttavia l'Italia, aveva in progetto di dotarsi di reattori ad acqua pesante simili al CANDU (il reattore nucleare "a nebbia" CIRENE), che possono funzionare con uranio naturale, con uranio arricchito di "seconda mano" e con torio.
In futuro, se si decidesse di costruire reattori CANDU, che possono riciclare l'uranio utilizzato nei reattori francesi, l'Italia potrebbe fissionare uranio "quasi esaurito" (al 2,5%), restituendo alla Francia un uranio impoverito (~1,1%) in minori quantità perché fissionato, evitando così di dover smaltire le scorie nucleari d'uranio nel proprio territorio. Il reattore CANDU produce come sottoprodotto il trizio, che un giorno potrebbe essere utilizzato nei reattori nucleari a fusione, attualmente sotto studio e sperimentazione.

## Emissioni di Trizio
Il Trizio, il cui pericolo biologico maggiore è l'ingresso nell'organismo (inalazione, ingestione o assorbimento), è generato dai CANDU nel refrigerante e moderatore maggiormente che dalle filiere ad acqua leggera, a causa della cattura neutronica da parte dell'idrogeno pesante (deuterio). Parte di questo trizio sfugge nell'edificio di contenimento ed è generalmente recuperato; ma una piccola percentuale (circa 1%) sfugge dalle strutture di contenimento e costituisce una emissione radioattiva di routine negli impianti CANDU (oltre tutto più grande che in un LWR di dimensioni simili). L'esercizio di una centrale CANDU comprende il controllo di questo effluente nell'ambiente circostante (e la pubblicazione dei risultati), per assicurare che queste emissioni siano inferiori a quelle permesse dalle normative.
In alcuni reattori CANDU la concentrazione di trizio nel moderatore viene periodicamente ridotta con un processo estrattivo, per ridurre questo rischio. Le emissioni tipiche degli impianti CANDU canadesi sono inferiori allo 1% dei limiti normativi nazionali, che sono basati sulle linee guida dello International Commission on Radiological Protection (ICRP) (per esempio, la massima concentrazione di trizio nell'acqua potabile in Canada, 7 MBq/m3, corrisponde a 1/10 del limite di dose al pubblico dell'ICRP'). Emissioni di trizio da altre centrali CANDU sono ugualmente basse.
Generalmente ci sono significativi dibattiti pubblici riguardo alle emissioni radioattive dalle centrali nucleari, e per gli impianti CANDU il trizio rappresenta una delle maggiori preoccupazioni. Nel 2009 Greenpeace pubblicò un rapporto sulle emissioni di trizio Archiviato il 20 maggio 2010 in Internet Archive. dalle centrali nucleari Canadesi scritto dal Ian Fairlie. Questo documento fu verificato da Richard Osborne e venne criticato per gli errori contenuti.